# Åben dokumentstandard
En åben dokumentstandard er i computerterminologi et filformat til (tekstbehandlings-) dokumenter, hvis beskrivelse er frit tilgængelig, og ikke omfattet af patenter.
| Enheder | Spire Denne artikel om standarder og måleenheder er en spire som bør udbygges. Du er velkommen til at hjælpe Wikipedia ved at udvide den. |